# Neotelmatoscopus inachus
Neotelmatoscopus inachus är en tvåvingeart som först beskrevs av Quate 1962.  Neotelmatoscopus inachus ingår i släktet Neotelmatoscopus och familjen fjärilsmyggor. Inga underarter finns listade i Catalogue of Life.